# Augustin Meurmans
 (février 2019).
Si vous disposez d'ouvrages ou d'articles de référence ou si vous connaissez des sites web de qualité traitant du thème abordé ici, merci de compléter l'article en donnant les références utiles à sa vérifiabilité et en les liant à la section « Notes et références ».
Augustin Meurmans, né le 29 mai 1997, est un joueur de hockey sur gazon international belge évoluant au poste de milieu au Royal Racing Club de Bruxelles.

## Palmarès
- Médaille d'or des Jeux olympiques d'été de 2020 (2021)
- Vainqueur du Championnat d'Europe 2019
- Vainqueur de la Coupe du monde de hockey sur gazon 2018
- Finaliste du Championnat d'Europe 2017